# 불독 드럼몬도
불독 드럼몬도(Bulldog Drummond)는 미국에서 제작된 F. 리처드 존스 감독의 1929년 영화이다. 로널드 콜먼 등이 주연으로 출연하였고 사무엘 골드윈 등이 제작에 참여하였다.

## 출연

### 주연
- 로널드 콜먼
- 클로드 앨리스터

### 조연
- 몬타구 러브
- 조안 베넷